# Suburbi

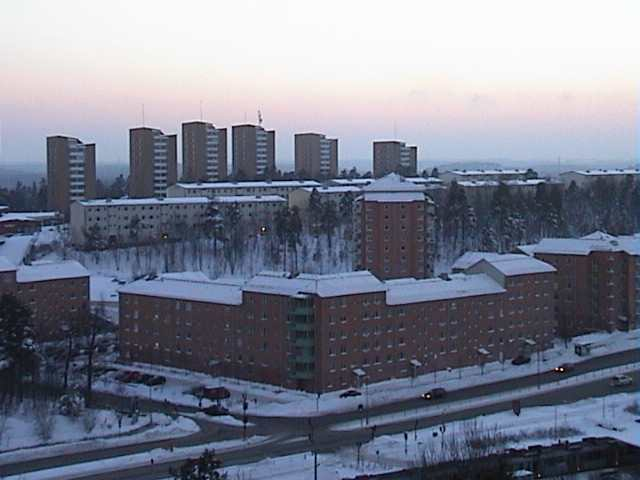
Suburbi

Suburbi és una paraula que prové del llatí suburbium. S'utilitza molt en llocs del nord i per designar les residències urbanes o els llocs que estan fora de la ciutat. En altres països com per exemple Espanya, designa els barris baixos i també les zones de fora de la ciutat.
Anteriorment, a Amèrica el terme designava les zones de fora les ciutats que eren habitades per les persones marginals, per diferenciar dels centres, on es vivia millor.

## Etimologia
La paraula es popularitza per l'anglès suburb, però ja s'havia utilitzat prèviament procedent del llatí suburbium, format de sub (que significa "a sota") i urbs ("ciutat"). El primer ús registrat del terme en català va ser per Jaume I al segle xiv. A l'anglès hi va arribar procedent del francès antic subburbe, igualment derivat del llatí.

## Història
La història dels suburbis forma part de l'estudi de la història urbana, que se centra en els orígens, el creixement, les diverses tipologies, la cultura i la política dels suburbis, així com en la naturalesa de gènere i orientada a la família de l'espai suburbà. Molta gent ha suposat que els suburbis de principis del segle xx eren enclavaments blancs, un concepte de classe mitjana que té una gran influència cultural, però en realitat és estereotipada. Alguns suburbis es basen en una societat de residents de classe treballadora i minoritàries, molts dels quals volen tenir la seva pròpia casa. Mentrestant, altres suburbis han instituït polítiques "explícitament racistes" per dissuadir les persones considerades com "altres", una pràctica més comuna als Estats Units en contrast amb altres països del món. Mary Corbin Sies argumenta que cal examinar com es defineix "suburbi" així com la distinció que es fa entre ciutats i suburbis, geografia, circumstàncies econòmiques i la interacció de nombrosos factors que porten la investigació més enllà de l'acceptació dels estereotips i la seva influència en els supòsits acadèmics.

### Història primerenca
La primera aparició dels suburbis va coincidir amb l'expansió dels primers assentaments urbans. Les grans ciutats emmurallades tendeixen a ser el focus al voltant del qual els pobles més petits van créixer en una relació simbiòtica amb el poble mercat. La paraula suburbani va ser emprada per primera vegada per l'estadista romà Ciceró en referència a les grans vil·les i finques construïdes pels rics patricis de Roma als afores de la ciutat.
Cap al final de la dinastia Han oriental (fins al 190 dC, quan Dong Zhuo va arrasar la ciutat) la capital, Luoyang, va ser ocupada principalment per l'emperador i oficials importants; la gent de la ciutat vivia majoritàriament en ciutats petites als afores de Luoyang, que eren suburbis en tot menys el nom.
A mesura que les poblacions creixien durant l'Edat moderna a Europa, les ciutats van augmentar amb una afluència constant de gent del camp. En alguns llocs, els assentaments propers van ser engolits a mesura que la ciutat principal s'expandia. Les zones perifèriques als afores de la ciutat estaven habitades en general pels més pobres.

### Orígens del suburbi modern
A causa de la ràpida migració dels pobres rurals cap a les ciutats industrialitzades d'Anglaterra a finals del segle xviii, es va començar a desenvolupar una tendència en sentit contrari, per la qual els nous membres rics de les classes mitjanes van començar a comprar finques i viles als afores de Londres. Aquesta tendència es va accelerar al llarg del segle xix, especialment a ciutats com Londres i Birmingham que estaven creixent ràpidament, i els primers barris suburbans van sorgir al voltant dels centres de les ciutats per donar cabuda a aquells que volien fugir de les miserables condicions de les ciutats industrials. Inicialment, aquest creixement es va produir al llarg de les línies ferroviàries, ja que els residents dels suburbis podien desplaçar-se amb tren al centre de la ciutat per treballar. A Austràlia, on Melbourne aviat es convertiria en la segona ciutat més gran de l'Imperi Britànic,
el suburbi característic d'Australàsia, amb les seves seccions de quart d'acre poc agregades, desenvolupada a la dècada de 1850 finalment es va convertir en un component de l'anomenat "Somni australià".

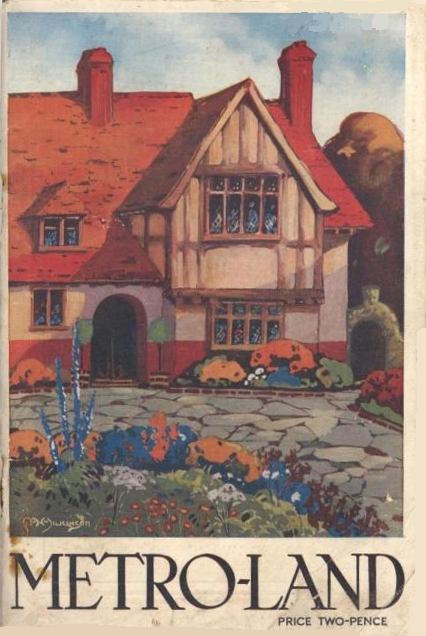
La portada de la guia Metro-land publicada el 1921.

Cap a finals de segle, amb el desenvolupament dels sistemes de transport públic, com el metro, el tramvia i l'autobús, es va fer possible que la majoria de la població d'una ciutat residís fora i es desplacés al centre per treballar.
A mitjans del segle xix, les primeres grans zones suburbanes van sorgir al voltant de Londres, a mesura que la ciutat (llavors la més gran del món) s'anava massificant i tornant insalubre. Un important catalitzador del creixement suburbà va ser la inauguració del Metropolitan Railway a la dècada de 1860. La línia va unir posteriorment el cor financer de Londres amb el que serien els suburbis de Middlesex. La línia va arribar a l'estació de Harrow el 1880.
A diferència d'altres companyies ferroviàries, que havien de desfer-se dels terrenys sobrants, a la Metropolitan de Londres se li va permetre retenir els terrenys que considerava necessaris per al futur ús del ferrocarril. Inicialment, els terrenys excedents van ser gestionats pel Comitè de Terres, i, a partir de la dècada de 1880, els terrenys van ser urbanitzats i venuts a compradors domèstics a llocs com Willesden Park Estate, Cecil Park, prop de Pinner i a Wembley Park.
En 1912 es va suggerir que una companyia especialment formada prengués el relleu del Comitè de Terres Excedents i desenvolupés finques suburbanes prop del ferrocarril, però la Primera Guerra Mundial va retardar aquests plans fins al 1919, quan, amb l'expectativa d'un boom immobiliari de postguerra, es va fundar Metropolitan Railway Country Estates Limited (MRCE). MRCE va passar a desenvolupar urbanitzacions a Kingsbury Garden Village prop de Neasden, Wembley Park, Cecil Park i Grange Estate a Pinner i Cedars Estate a Rickmansworth i a fundar llocs com Harrow Garden Village.
El departament de màrqueting de Metropolitan Railway va encunyar el terme «Metro-land» el 1915, quan la Guide to the Extension Line es va convertir en la guia Metro-land, amb un preu de 1 d. Aquesta guia promocionava els terrenys als quals donava servei el metro per al passejant, el visitant i, més tard, el caçador de cases. Publicada anualment fins al 1932 (l'últim any complet d'independència del Met), la guia exalçava els beneficis del «bon aire dels Chilterns», utilitzant un llenguatge com el següent: «Cada amant de Metrolàndia pot tenir el seu propi bosc favorit de faigs i arbustos- tota la bellesa verda tremolosa a la primavera i vermellosa i daurada a l'octubre». El somni, tal com es promocionava, consistia en una casa moderna en un bell camp amb un ràpid servei de ferrocarril al centre de Londres. El 1915 la gent de tot Londres havia acudit en massa a viure el nou somni suburbà en grans zones de nova construcció al nord-oest de Londres.

### Expansió suburbana d'entreguerres a Anglaterra
La suburbanització durant el període d'entreguerres va estar molt influenciada pel moviment de la ciutat jardí d'Ebenezer Howard i la creació dels primers suburbis de jardins a principis del segle xx. El primer suburbi de jardí es va desenvolupar gràcies als esforços de la reformadora social Henrietta Barnett i el seu marit; inspirats en Ebenezer Howard i el moviment de desenvolupament d'habitatges model (aleshores exemplificat per la ciutat jardí de Letchworth), així com el desig de protegir part de Hampstead Heath del desenvolupament, van establir trusts el 1904 que van comprar 243 acres (unes 98 Ha.) de terreny al llarg de l'extensió de la línia del nord recentment oberta fins a Golders Green i va crear el Hampstead Garden Suburb. El suburbi va atreure el talent d'arquitectes com Raymond Unwin i Sir Edwin Lutyens, i finalment va créixer fins a abastar més de 800 acres (unes 324 Ha.).
Durant la Primera Guerra Mundial el Comitè Tudor Walters va rebre l'encàrrec de fer recomanacions per a la reconstrucció de la postguerra i la construcció d'habitatges. En part, això va ser una resposta a la sorprenent manca d'aptitud entre molts reclutes durant la Primera Guerra Mundial, atribuïda a les males condicions de vida; una creença resumida en un cartell d'habitatge de l'època "no podeu esperar treure una població A1 de les cases C3", fent referència a les classificacions d'aptitud militar de l'època.
L'informe del comitè de 1917 va ser assumit pel govern, que va aprovar la llei de 1919 d'Habitatge, Urbanisme, etc., també coneguda com la Llei Addison pel Dr. Christopher Addison, llavors Ministre d'Habitatge. La Llei va permetre la construcció de grans urbanitzacions noves als suburbis després de la Primera Guerra Mundial, i va marcar l'inici d'una llarga tradició del segle xx de propietat estatal l'habitatge, que després evolucionaria cap a les finques dels consistoris.
En només una dècada, els suburbis van augmentar de manera espectacular. Harrow Weald va passar de només 1.500 a més de 10.000 mentre que Pinner va passar de 3.000 a més de 20.000. Durant la dècada de 1930, es van construir més de 4 milions de cases suburbanes noves, la "revolució suburbana" havia convertit Anglaterra en el país més suburbanitzat del món, per un marge considerable.

## A la cultura popular
Els suburbis i la vida suburbana han estat objecte d'una gran varietat de pel·lícules, llibres, programes de televisió i cançons.
Hergé situa el còmic de Tintín a Amèrica al suburbi de la ciutat de Chicago on hi vivien els grups de persones sense feina. Hergé va utilitzar aquesta paraula perquè volia descriure de la manera més real possible, aquella gran ciutat que era Chicago, i també el tipus de persones que hi vivien i el llenguatge que utilitzaven.
Cançons franceses com La Zone de Fréhel (1933), Aux quatre coins de la banlieue de Damia (1936), Ma banlieue de Reda Caire (1937), o Banlieue de Robert Lamoureux (1953), evoquen els suburbis de París de manera explícita des dels anys 30. Aquells cantants donen una imatge assolellada, festiva, quasi bucòlica, dels suburbis, però encara poc urbanitzats. Durant els anys cinquanta i seixanta, el cantautor francès Léo Ferré evoca en les seves cançons els barris populars i proletaris de París, per oposar-los a la ciutat, considerada per comparació com un lloc burgès i conservador.
El cinema francès es va interessar aviat pels canvis urbans als suburbis, amb pel·lícules com El meu oncle de Jacques Tati (1958), L'Amour existe de Maurice Pialat (1961) o 2 ou 3 choses que je sais d'elle de Jean-Luc Godard (1967).
El fotoperiodista Bill Owens va documentar la cultura dels suburbis a la dècada de 1970, sobretot en el seu llibre Suburbia (1973). La cançó de 1962 Little Boxes de Malvina Reynolds critica el desenvolupament dels suburbis i els seus valors percebuts burgesos i conformistes, mentre que la cançó de 1982 Subdivisions de la banda canadenca Rush també parla dels suburbis, igual que Rockin' the Suburbs de Ben Folds. L'àlbum de 2010 The Suburbs de la banda alternativa canadenca Arcade Fire va tractar aspectes de créixer als suburbis, cosa que suggereix que la falta de rumb, l'apatia i la pressa sense fi estan arrelats a la cultura i mentalitat suburbana. Suburb The Musical va ser escrit per Robert S. Cohen i David Javerbaum. Over the Hedge és una tira còmica sindicada escrita i dibuixada per Michael Fry i T. Lewis. Explica la història d'un os rentador, una tortuga, un esquirol i els seus amics que accepten que els seus boscos siguin ocupats pels suburbis, intentant sobreviure al creixent flux d'humanitat i tecnologia alhora que se'n deixen seduir. Una adaptació cinematogràfica es va produir el 2006.